# Martin Rudolfsson
Martin Rudolfsson, född 21 oktober 1988, är en svensk fotbollsspelare som spelar för Lunds BK.

## Biografi
Rudolfsson fostrades i Hörby FF och gick som pojklagsspelare via Malmö FF till Lunds BK, där han debuterade i A-laget år 2008.  Inför säsongen 2012 blev Rudolfsson klar för Landskrona BoIS, där han spelade tre säsonger i Superettan.  Mellan 2015 och 2016 spelade Rudolfsson för Ängelholms FF.
I augusti 2016 värvades Rudolfsson av Kristianstad FC. I december 2016 förlängde han sitt kontrakt med två år. I augusti 2018 återvände Rudolfsson till Lunds BK.